# Rearwin Sportster
Rearwin Sportster là một loại máy bay thông dụng hai chỗ của Hoa Kỳ trong thập niên 1930, do hãng Rearwin Aircraft & Engines thiết kế chế tạo.

## Biến thể
Sportster 7000
Sportster 8500
Sportster 9000-L
Sportster 9000-KR
Sportster 9000-W

## Quốc gia sử dụng

### Quân sự
New Zealand
- Không quân Hoàng gia New Zealand

## Tính năng kỹ chiến thuật (8500)
Dữ liệu lấy từ 
Đặc điểm tổng quát
- Kíp lái: 2
- Chiều dài: 22 ft 3 in (6.78 m)
- Sải cánh: 35 ft 0 in (10.67 m)
- Chiều cao: 6 ft 9 in (2.06 m)
- Diện tích cánh: 166 ft2 (15.42 m2)
- Trọng lượng rỗng: 830 lb (376 kg)
- Trọng lượng có tải: 1410 lb (640 kg)
- Động cơ: 1 × LeBlond 5DF, 85 hp (63 kW)

Hiệu suất bay
- Vận tốc cực đại: 116 mph (187 km/h)
- Tầm bay: 480 dặm (772 km)
- Trần bay: 15,200 ft (4635 m)